# Lubow Owczarowa
Lubow Michajłowna Owczarowa (ros. Любовь Михайловна Овчарова, ur. 23 października 1995) – rosyjska zapaśniczka walcząca w stylu wolnym. Olimpijka z Tokio 2020 , gdzie zajęła piąte miejsce w kategorii 62 kg. Wicemistrzyni świata w 2019 roku. 
Mistrzyni Europy w 2017; trzecia w 2020. Trzecia w indywidualnym Pucharze Świata w 2020. Szósta w Pucharze świata w 2019 roku. Mistrzyni Europy U23 w 2017. Mistrzyni świata juniorów w 2014 i 2015. Mistrzyni Rosji w 2017 i 2020; trzecia w 2016 roku.